# Narodni arheološki muzej Bolgarije
Narodni arheološki muzej Bolgarije (bolgarsko Национален археологически музей, latinizirano: Nacionalen arheologičeski muzej) je arheološki muzej v središču Sofije, glavnega mesta Bolgarije. Zaseda stavbo največje in najstarejše nekdanje osmanske mošeje v mestu, prvotno znane kot Koca Mahmut Paşa Camii. Gradnja se je začela leta 1451 pod velikim vezirjem Veli Mahmudom pašo, vendar je bila zaradi njegove smrti leta 1474 mošeja dokončana leta 1494. Muzej je bil kot ločena enota ustanovljen leta 1893 kot Narodni muzej pod vodstvom Čeha Václava Dobruskýja s sedežem v nekdanji mošeji, v kateri je bila med letoma 1880 in 1893 Narodna knjižnica.
Muzej je bil uradno in slavnostno odprt leta 1905, saj so do takrat tja preselili vse arheološke eksponate, ki so bili prej shranjeni po vsem mestu, v prisotnosti bolgarskega kneza Ferdinanda in ministra za razsvetljenstvo Ivana Šišmanova.
V naslednjih letih je bilo zgrajenih več dodatnih dvoran in upravnih stavb muzeja, ki kljub pogosto neugodnim razmeram, predvsem poletni vlagi, še naprej uporablja zgodovinsko kamnito stavbo stare mošeje. Muzej ima pet razstavnih dvoran: osrednjo dvorano, prazgodovino, srednji vek, zaklade in posebno občasno razstavo. Upravlja ga Bolgarska akademija znanosti.

## Zgodovina
Zamisel o ustanovitvi arheološkega inštituta z muzejem se je porodila med izgnanimi bolgarskimi intelektualci v 1840-ih in je bila med glavnimi prioritetami Bolgarske literarne družbe takoj po ustanovitvi leta 1869. Med začasno rusko upravo takoj po osvoboditvi so bili narejeni prvi koraki k ustanovitvi narodnega arheološkega muzeja. Leta 1892 je bila ustanova de jure ustanovljena z odlokom kneza, naslednje leto pa se je začelo zbiranje njenih zbirk. Sprva je bil znan tudi kot Muzej-tempelj domovine.
Do leta 1906 je muzej vključeval zbirko etnografskih predmetov. Do tega leta pa je zbirka postala tako velika, da so jo morali ločiti in prikazati v ločeni ustanovi, ki je postala Etnografski muzej Sofije. Muzej že od ustanovitve aktivno sodeluje z Bolgarskim arheološkim društvom. Leta 1920 je bil kot samostojna ustanova ustanovljen Arheološki inštitut pod vodstvom Bogdana Filova. Leta 1948 je bil združen z muzejem in je od takrat pod okriljem Bolgarske akademije znanosti.
Po drugi svetovni vojni je skupna ustanova sprožila vrsto arheoloških ekspedicij v Bolgariji. Izvedli so študije na številnih najdiščih od bakrene dobe do zgodnjega srednjega veka, zaradi česar so muzejski zbirki dodali številne dodatne artefakte. Muzej danes hrani ogromno eksponatov, nekateri pa so ogroženi zaradi zasnove stavbe, za katero je značilna visoka vlažnost v poletnem času.

## Zbirke
- Prazgodovinska dvorana - je v spodnjem nadstropju severnega trakta. Prikazuje zbirko predmetov iz obdobja med 1.600.000 pr. n. št. in 1600 pr. n. št. Zbirka je kronološko prikazana in vključuje različne najdbe iz jam okoli Bolgarije, orodja najzgodnejših ljudi, ki so naseljevali njeno sodobno ozemlje, risbe, preprosto keramiko, ritualne predmete in mnoge druge. Razdeljena je na zgodnjo, srednjo in pozno paleolitsko zbirko, neolitsko zbirko, bakrenodobno zbirko in bronasto dobo.
- Zakladnica - je v vzhodnem traktu in prikazuje grobni inventar ter druge dragocenosti od pozne bronaste dobe do pozne antike. Tu sta dva najbolj znana bolgarska zaklada: Valčitranski in Lukovicki zaklad.
- Glavna dvorana - je v prvem nadstropju glavne stavbe. Gosti zbirko raznolikih predmetov, ki segajo od stare Trakije, Grčije in Rima do poznega srednjega veka.
- Srednjeveški del - je v drugem nadstropju glavne stavbe. Vključuje galerijo srednjeveških knjig, lesa, risb, kovinskih predmetov in drugih predmetov, značilnih za to dobo.
- Začasne razstave - dvorana je v drugem nadstropju glavne stavbe.